# Saint-Just-la-Pendue
Saint-Just-la-Pendue is een gemeente in het Franse departement Loire (regio Auvergne-Rhône-Alpes). De plaats maakt deel uit van het arrondissement Roanne. Saint-Just-la-Pendue telde op 1 januari 2022 1.644 inwoners.

## Geografie
De oppervlakte van Saint-Just-la-Pendue bedroeg op 1 januari 2022 19,88 vierkante kilometer; de bevolkingsdichtheid was toen 82,7 inwoners per km².

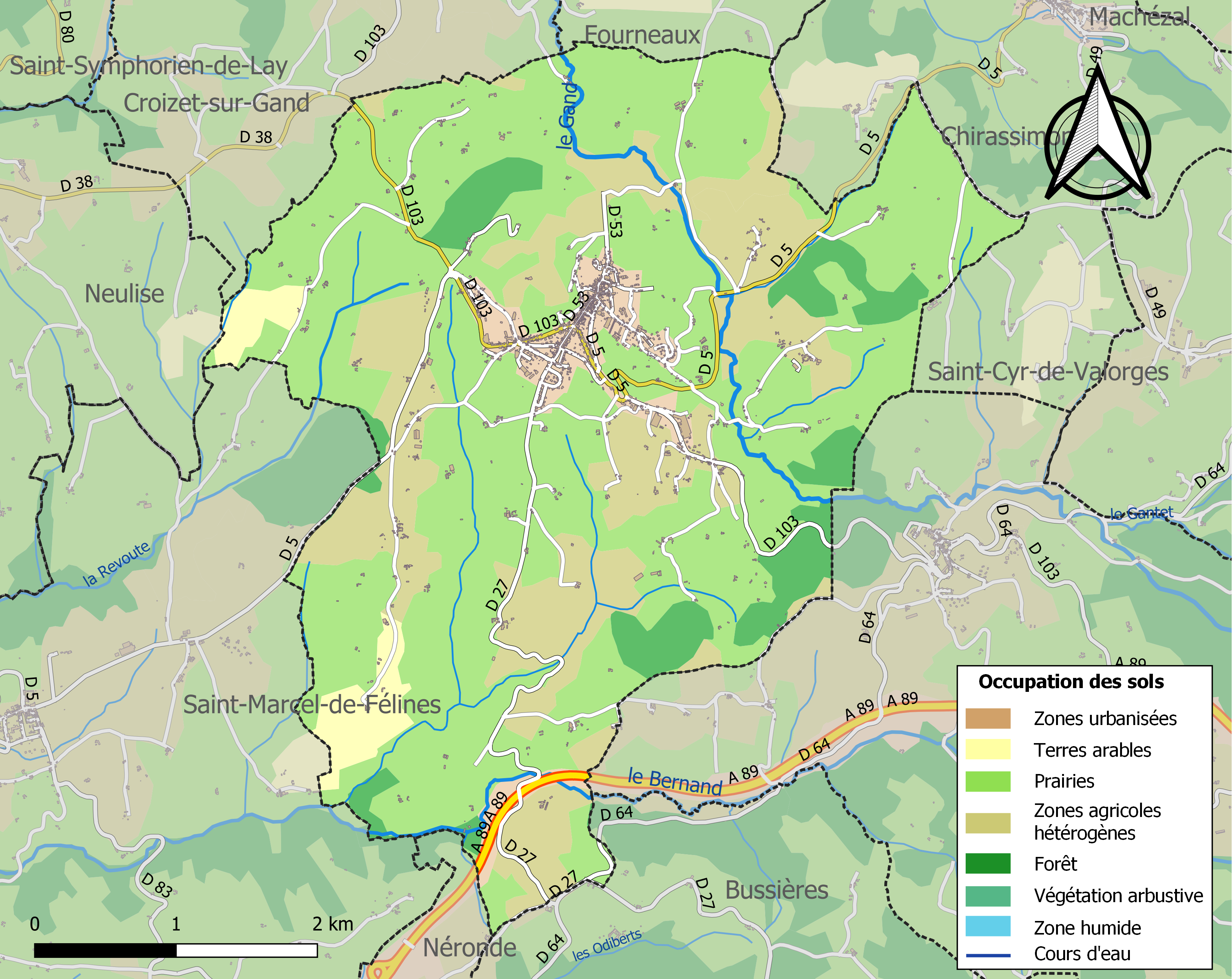
Kaart van de gemeente met de belangrijkste infrastructuur, bodemgebruik en omliggende gemeenten

## Demografie
Onderstaande figuur toont het verloop van het inwonertal (bron: INSEE-tellingen).